# They (2017)
They ist ein US-amerikanischer Film aus dem Jahr 2017. Drehbuch und Regie führte die iranstämmige Anahita Ghazvinizadeh. Hauptdarsteller ist Rhys Fehrenbacher, eine jugendliche Transgender-Person aus Chicago. Der Film wurde erstmals bei den Internationalen Filmfestspielen von Cannes 2017 aufgeführt. They ist Ghazvinizadehs erster Spielfilm.

## Filmtitel
Das englische Pronomen „they“, welches auch den Titel des Films bildet, verwenden Personen zur Selbstbeschreibung, die sich weder als eindeutig Mann oder eindeutig Frau empfinden (wollen), auch als nichtbinär oder genderqueer bezeichnet. Sie identifizieren sich nicht mit dem Geschlecht, das ihnen bei Geburt zugewiesen wurde (vergleiche Divers, Drittes Geschlecht). Einige nichtbinäre Personen verwenden in Bezug auf sich geschlechtsneutrale Pronomen. Im englischsprachigen Raum ist diesbezüglich das singulare they verbreitet und anerkannt, aber auch ze, sie, hir, co und ey werden von einigen Nichtbinären bevorzugt. Im Deutschen lassen sich diese Sonderformen nicht übersetzen (im Folgenden mit „they“ umschrieben).

## Handlung
Die Geschichte findet an einem Wochenende in Chicago statt. Die Hauptperson J, 13 Jahre alt, ist zwar männlich geboren, jedoch noch unentschlossen, welches Geschlecht „they“ einmal haben möchte.
J führt in einem Tagebuch alle Zeiten auf, wann „they“ sich weiblich und wann männlich und wann J sich an gar kein Geschlecht gebunden fühlt. Js Knochen bilden sich aufgrund der eingenommenen Hormonblocker zurück, so dass „they“ bald gezwungen sein wird „their“ pubertätshinauszögernde Medikamente abzusetzen und ein Geschlecht zu wählen. In einem zweiten Erzählstrang heiratet Js Schwester den persischen Künstler Araz, damit Araz dauerhaft in den USA leben kann. Die Eltern von Araz würden ihren Sohn gerne sehen, können aber nicht in die USA reisen. Jedoch fürchtet Araz, dass, wenn er in den Iran reist, nicht mehr in die USA zurück kann.
Das Ende des Films verliert sich absichtlich im Unklaren.

## Produktion
Während der Produktion veränderte sich Rhys Fehrenbacher im Transitionsprozess zu einem Transmann. Ghazvinizadeh traf Fehrenbacher in Chicago, während sie die Transgenderszene in der Stadt untersuchte.
Der Film wurde nachsynchronisiert, sodass die Mundbewegungen und Mimik einige Male nicht zu dem Gesprochenen passen wollen.
Nick Schager vom Variety befand „Man möchte dem Film im Zweifel zubilligen, dass diese Trennung von Audio und Video eine weitere Sichtbarmachung von Js interner Kluft ist, aber letztlich fühlt es sich doch wie ein technischer Fehler an“. Baughan befand, die „rätselhafte Ästhetik des Films“ mache deutlich, dass die Regisseurin unter Abbas Kiarostami lernte.

## Auszeichnungen
- Ghazvinizadeh erhielt beim Asian Film Festival in San Diego den „George C. Lin Emerging Filmmaker Award“[5]

## Rezeption
Nick Schager schrieb, They sei viel zu luftleer und zu künstlich, um einen nennenswerten Erfolg nach der Premiere in Cannes zu bekommen, und die Darstellung sei so hölzern wie die Dialoge. Die Regisseurin sei entschlossen, ihr Material auf Js unangenehme Unentschlossenheit abzustimmen, bis sie jegliches Mitgefühl mit dem Dilemma des Protagonisten blockiert.
Jordan Mintzer vom The Hollywood Reporter lobte die traumhafte Visualität und die Behandlung eines Themas, das doch sehr selten auf der Leinwand zu sehen sei. Mintzer erklärte, dass der Übergang von Js Dilemma zum Fokus auf den iranischen Amerikaner das Publikumsinteresse auf diesen Neubürger vertieft, aber J aus dem Bild drückt, dabei sei doch sein Problem letztlich weniger interessant, als das von J. In Bezug auf die Schauspieler merkte er an, dass der leise und liebenswerte Fehrenbacher dem Geschehen eine emotionale Tiefe verleiht.
Nikki Baughan vom Screen Daily schrieb, dass They ein bemerkenswertes, vielschichtiges Debüt sei, das weitere Betrachtungen anrege und dass Fehrenbachers Darstellung „schmerzlich lebensnah“ sei, weil sie auch seiner realen Transition folge.